# Phalonidia phlebotoma
Phalonidia phlebotoma es una especie de polilla del género Phalonidia, categorizada en la tribu Cochylini, de la subfamilia Tortricinae. Fue descrita por Razowski & Becker en 1994.
Fue publicada en SHILAP Revta. Lepid. 22: 24. Se distribuye por América del Sur: Brasil, en Pará, Belém.